# Mount Lemmon Observatory
L'observatori del Mount Lemmon, també conegut com l'observatori d'infraroigs de Mount Lemmon, és un observatori astronòmic situat al mount Lemmon, a les Serra de Santa Catalina aproximadament a uns 28 km al nord-est de la ciutat de Tucson a l'estat d'Arizona als Estats Units. Està situat al Bosc nacional de Coronado i compta amb un permís especial del Servei Forestal dels Estats Units per a la Universitat d'Arizona de l'observatori Steward. Conté una sèrie de telescopis que gestiona de forma independent

## Història
L'observatori va començar l'any 1954 com a Estació de la Força Aèria Mount Lemmon, una instal·lació de radar del Comandament de Defensa Aèria. Després de la transferència a l'Observatori Steward l'any 1970, el lloc es va convertir en un observatori amb infraroigs. Fins a l'any 2003, una torre de radar operada des de Fort Huachuca es va utilitzar per realitzar el seguiment de llançaments des del Camp de Míssils d'Arenas Blancas, a Nou Mèxic i de la Base Vandenberg de la Força Aèria a Califòrnia.

## Telescopis

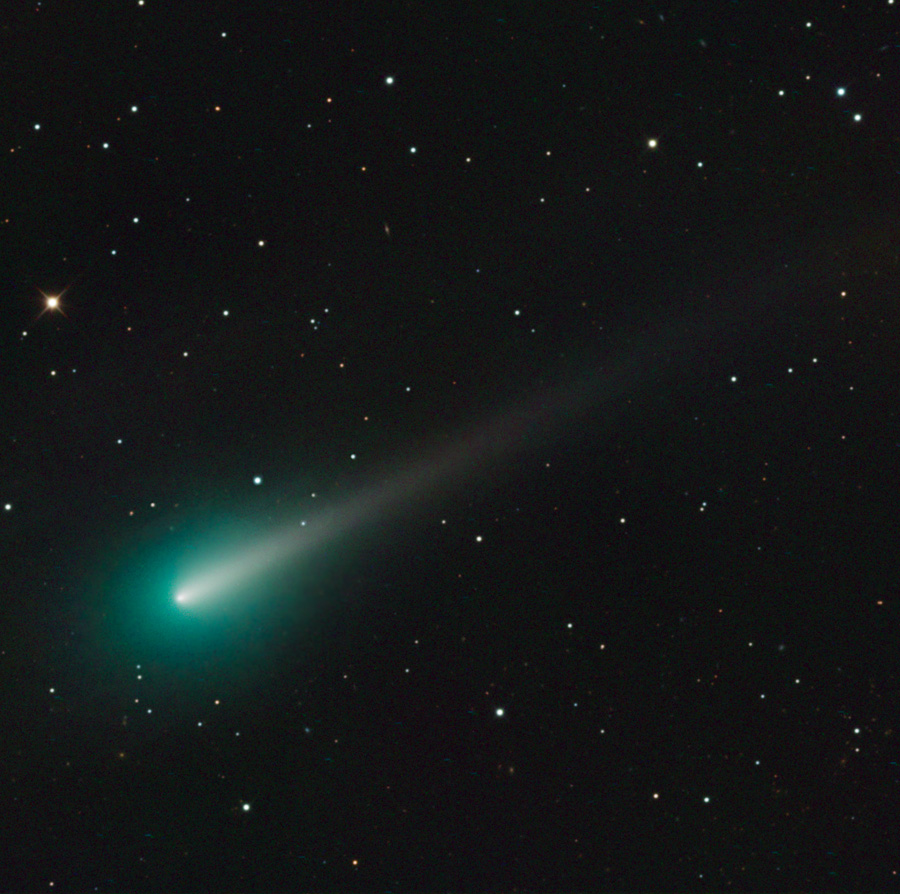
Estel ISON (C/2012 S1) com es va veure el d'octubre des d'una càmera CCD Schulman (gravat amb STX-16803)

- El telescopi de l'observatori Steward de 1,52 m és un reflector Cassegrain utilitzat pel Mount Lemmon Survey (MLS), que és part del Catalina Sky Survey (CSS). Va ser construït a la fi del 1960 i fou primer instal·lat a l'estació de Catalina, a la muntanya Bigelow, que està prop de les muntanyes de Santa Catalina. Es va traslladar a Mt. Lemmon l'any 1972, i després el van instal·lar a la seva ubicació actual l'any 1975. El seu mirall primari de metall original es va realitzar malament i va ser reemplaçat el 1977 amb un mirall de cristall. És un dels telescopis utilitzat pels estudiants d'astronomia. Es va descobrir el (367789) 2011 AG5, un asteroide que va aconseguir un 1 en l'escala de Torí.
- El telescopi òptic de 1,52 m i d'infraroig proper Dahl-Kirkham va començar a funcionar el 1970, i és l'únic instrument de fons per a l'observació de Mount Lemmon de la Universitat de Minnesota (UMN). És el mateix disseny general que el telescopi de 1,5 m Steward i un altre que hi ha a San Pedro Màrtir. El mirall de metall original es va realitzar malament i va ser reemplaçat amb un mirall Cer-Vit el 1974. La Universitat de Califòrnia, Sant Diego, era originalment un soci de UMN en l'operació del telescopi.
- Un telescopi reflector d'1.02 m d'un disseny inusual Pressman-Camichel és utilitzat per la CSS per proporcionar seguiment automatitzats de les observacions d'objectes propers a la Terra recentment descoberts. Es trobava originalment en l'estació de Catalina i es va traslladar a Mount Lemmon el 1975. Va ser restaurat l'any 2008 i col·locat en una nova cúpula el 2009 abans de ser integrada amb les operacions de CSS.
- Un telescopi robòtic de 1,0 m instal·lat l'any 2003 és l'únic instrument de Mount Lemmon operat per l'Institut d'Astronomia i Ciències de l'Espai de Corea.
- El telescopi Schulman de 0,81 m, és un reflector Ritchey-Chrétien construït per RC Optical Systems i instal·lat el setembre del 2010. És operat per la muntanya Lemmon SkyCenter i és el major observatori públic dedicat d'Arizona.
- Un telescopi reflector de 0,7 m instal·lat en 1963 en l'estació de Catalina va ser traslladada a Mount Lemmon el 1972.
- Un telescopi reflector de 0,6 m Ritchey-Chrétien va ser construït per RC Sistemes Òptics i és operat per la Mount Lemmon SkyCenter.
- El telescopi de 0,5 m va ser donat per John Jamieson a la UA l'any 1999. Està optimitzat per a observació en l'infraroig proper i és operat per la Mount Lemmon SkyCenter.